# LMDS
Fixed Wireless Access é uma tecnologia wireless que tem sido desenvolvida e, agora disponível, para o acesso à internet. O acesso é feito utilizando frequências de rádio e as velocidades de acesso encontram-se na ordem dos Mbits. O LMDS (Local Multipoint Distribution System) é uma das aplicações, existe uma área definida, na qual um utilizador num ponto fixo pode se ligar através de uma antena de rádio instalada nesse local.

## Desvantagens
- Durante chuvas há bastante interferência no sinal de recepção dos dados.
- Não é recomendado para jogos online, uma vez que o "ping" fica muito alto.
- Lugares onde existem muitas árvores e/ou barulhentos/ruídos proporcionam interferência na recepção do sinal.
- Velocidade de download e upload varia de acordo com a intensidade do sinal.
- Utiliza antena externa.